# Big Stone City
Big Stone City è un comune (city) degli Stati Uniti d'America della contea di Grant nello Stato del Dakota del Sud. Si trova tra la punta meridionale del lago Big Stone e la sponda settentrionale del fiume Whetstone, ed è adiacente alla città di Ortonville nel Minnesota. La popolazione era di 467 persone al censimento del 2010.

## Geografia fisica
Big Stone City è situata a 45°17′41″N 96°27′46″W (45.294824, -96.462898).
Secondo lo United States Census Bureau, ha un'area totale di 1,20 miglia quadrate (3,11 km²).

## Storia
La comunità oggi conosciuta come Big Stone City fu creata nel 1878 con il nome di Inkpa City (che prende il nome dal capo Inkpaduta). Fu capoluogo della contea di Grant dal 1880 al 1883. L'attuale nome deriva dal vicino lago Big Stone. Big Stone City venne incorporata nel 1885.

## Società

### Evoluzione demografica
Secondo il censimento del 2010, c'erano 3,353 persone.

### Etnie e minoranze straniere
Secondo il censimento del 2010, la composizione etnica della città era formata dal 97,9% di bianchi, lo 0,2% di nativi americani, lo 0,4% di asiatici, l'1,1% di altre etnie, e lo 0,4% di due o più etnie. Ispanici o latinos di qualunque etnia erano l'1,3% della popolazione.